# Sunburn
Sunburn — четвёртый сингл британской альтернативной рок-группы Muse с их дебютного альбома Showbiz. Был выпущен на 7" вместе с записью акустического концертного исполнения песни и на двойном CD также концертными версиями «Ashamed» и «Uno», и «Yes Please». 

Если верить Мэтту, была написана в студии за пару дней. Но несмотря на то, что идея песни нравилась группе, первая запись получилась довольно слабой. Поэтому Леки заставил их переписать гитарные партии на фортепиано, в таком виде песня и вошла в альбом. На песню снят клип. 

Официально на песню было выпущено 3 ремикса:
- Sunburn (Timo Maas Sunstroke Mix)
- Sunburn (Timo Maas Breakz Again Remix)
- Sunburn (Steven McCreery Remix)

## Список композиций
Все песни написаны Мэттью Беллами. 

7"
1. «Sunburn» — 3:54
2. «Sunburn» (live acoustic version) — 4:15

CD1
1. «Sunburn» — 3:54
2. «Ashamed» — 3:47
3. «Sunburn» (live) — 3:49

CD2
1. «Sunburn» — 3:54
2. «Yes Please» — 3:06
3. «Uno» (live) — 3:49

Promo CD (MUSE 6)
1. «Sunburn» (radio edit) — 3:37

Remix promo 12" (MUSE 7); German remix promo 12"
1. «Sunburn» (Timo Maas Sunstroke Remix) — 6:44
2. «Sunburn» (Timo Maas Breakz Again Mix)- 5:27
3. «Sunburn» (Steven McCreery Remix) — 7:49

Australian CD
1. «Sunburn» — 3:54
2. «Ashamed» — 3:47
3. «Yes Please» — 3:06
4. «Sunburn»(live)- 3:49

Benelux CD
1. «Sunburn»(radio edit) −3:37
2. «Ashamed» — 3:47
3. «Sunburn» live acoustic version) — 4:15
4. «Uno»(live)- 3:49